# Stephen J. Cannell
Pour les articles homonymes, voir Cannell.
Stephen J. Cannell est un scénariste, producteur de cinéma et de télévision, acteur, écrivain et réalisateur américain, né le 5 février 1941 à Los Angeles en Californie et mort le 30 septembre 2010 à Pasadena (Californie) à la suite d'un mélanome (cancer de la peau).
Il est l'un des producteurs ayant eu le plus de succès avec ses séries télévisées dans les années 1980. On peut le voir à la fin des génériques de ses séries jeter sa célèbre feuille de papier, sortie tout droit de sa machine à écrire. On lui doit les séries L'Agence tous risques, 21 Jump Street qui révéla Johnny Depp, Rick Hunter, Two avec Michael Easton, Le Juge et le Pilote, Un flic dans la mafia, Le Rebelle, Timide et sans complexe avec la première apparition de Jeff Goldblum sur les écrans dans un rôle principal, Les Têtes brûlées, Les Dessous de Palm Beach… Il était à la fois producteur, producteur délégué ou scénariste. Dernièrement, il avait interprété son propre rôle dans la série Castle.
Également écrivain, il publie seize romans au cours de sa carrière, jalonnée de diverses récompenses.

## Biographie

### Jeunesse et formations
Stephen Joseph Cannell est né à Los Angeles en Californie, et a grandi à Pasadena. Ses parents, Carolyn (née Baker) et Joseph Knapp Cannell, tenaient une chaîne de magasins de meubles,.
Il souffre de dyslexie à l'école, mais sort quand même diplômé de l'université de l'Oregon en 1964 avec un Bachelor of Science de journalisme.
Après ses études, il travaille durant quatre ans dans l'entreprise de ses parents.

### Carrière
En 1968, Stephen J. Cannell vend son premier script pour la série Opération vol. Il est rapidement « récupéré » par la branche télévision d'Universal Pictures, Universal Television Group. Il opère comme scénariste « freelance » sur des séries comme L'Homme de fer et Columbo. Peu de temps après, il devient le scénariste principal de Adam-12, qui en est à sa quatrième saison (1971–1972).
En 1974, il lance, avec Roy Huggins, sa première série 200 dollars plus les frais. Ils rencontreront un succès important durant six saisons. James Garner y tient le rôle du détective privé Jim Rockford, qui lui vaudra l'Emmy du meilleur acteur dans une série dramatique en 1977.
En 1976, il crée Les Têtes Brûlées, une série sur l'escadrille VMA-214 durant la guerre du Pacifique dont le célèbre Gregory « Pappy » Boyington faisait partie. La série s'arrêtera deux ans plus tard. Baretta, lancée en 1975, connaît un succès plus important : Robert Blake remporte l'Emmy du meilleur acteur dans une série dramatique en 1975 et le Golden Globe du meilleur acteur dans une série télévisée dramatique en 1976.
Au début des années 1980, il crée Timide et sans complexe, une série mêlant police et comédie avec Jeff Goldblum et Ben Vereen.
En 1981, il se lance dans la science-fiction avec Ralph Super-héros.
En 1983, il reforme un autre duo, composé de Brian Keith et Daniel Hugh Kelly, pour une nouvelle série dramatique : Le Juge et le Pilote. La série connaîtra trois saisons et sera diffusée jusqu'en 1986. Même année, il produit ensuite ses plus célèbres séries télévisées : L'Agence tous risques (1983-1987), avec George Peppard, Dirk Benedict, Dwight Schultz et Mister T. ; 21 Jump Street (1987-1991) avec Johnny Depp ; Riptide (1984-1986), avec Joe Penny et Perry King et Un flic dans la mafia avec Ken Wahl. Tous ces « hits » lui permettent de devenir l’une des personnalités les plus influentes de la télévision.
Dans les années 1990, il reste dans le genre policier avec Le Rebelle où le personnage de Reno Raines, incarné par Lorenzo Lamas, est poursuivi par ses anciens collègues policiers pour le meurtre de sa petite amie. Stephen J. Cannell y interprète Donald « Dutch » Dixon, un personnage qui revient plusieurs fois au cours des cinq saisons. En 1991, il est également l'hôte de la série anthologique L'Heure du crime.
En 1995, il lance Two, une série dans la veine la série Le fugitif de 1963. La série est servie par Michael Easton, mais elle ne connut qu'une saison, faute d'audience.
En 1991, il lance L'As de la crime qui durera cinq saisons. Michael Chiklis y incarne le commissaire Tony Scali de la police de New York. Changement de lieu pour Les Dessous de Palm Beach, où Rob Estes et Mitzi Kapture enquêtent à West Palm Beach en Floride. Au cours de ses huit saisons, la série connaîtra de nombreux changements de casting.
En 1996, il est producteur délégué de la série Profit. Cette série-choc scandalise le public américain et la série s'arrête après une seule et unique saison.
Dès lors, il se concentre sur l'écriture de romans, tout en produisant quelques films et téléfilms.
En 2010, il produit le film L'Agence tous risques, l'adaptation de sa propre série. Il joue également son propre rôle dans trois épisodes de la série Castle. Le personnage principal de la série est un romancier et il joue au poker avec d'autres auteurs : Stephen J. Cannell, James Patterson et Michael Connelly. Il participe aussi à un documentaire sur la fin de la série Lost.

### Mort
Le 30 septembre 2010, Stephen J. Cannell meurt dans sa maison de Pasadena en Californie. Il a succombé à un cancer de la peau contre lequel il luttait depuis des années.

## Filmographie

### En tant que scénariste

#### Longs métrages
- 1978 : The Gypsy Warriors de Lou Antonio (téléfilm)
- 2002 : Dead Above Ground de Chuck Bowman (en)
- 2006 : Left in Darkness (en) de Steven R. Monroe (en)

#### Téléfilms
- 1976 : Los Angeles, années 30 (The November Plan) de Don Medford
- 1976 : Scott Free de William Wiard (en)
- 1976 : Richie Brockelman: The Missing 24 Hours de Hy Averback
- 1978 : Dr. Scorpion de Richard Lang
- 1978 : The Jordan Chance de Jules Irving (en)
- 1979 : The Chinese Typewriter de Lou Antonio
- 1979 : The Night Rider de Hy Averback
- 1980 : Patrouille de nuit à Los Angeles (Night Side) de Bernard L. Kowalski
- 1985 : Brothers-in-Law d'E.W. Swackhamer
- 1991 : The Great Pretender de Gus Trikonis
- 1994 : Greyhounds de Kim Manners
- 1995 : The Rockford Files: A Blessing in Disguise
- 1996 : The Rockford Files: Friends and Foul Play
- 2003 : Ultimate Limit (Threshold / ADN Alien) de Chuck Bowman

#### Séries télévisées
- 1970-1971 : L'Homme de fer (saison 4, épisodes 13 et 21)
- 1971-1973 : Auto-patrouille
- 1973 : Chase
- 1973 : Columbo (épisode Subconscient (Double Exposure))
- 1974 : 200 dollars plus les frais (The Rockford Files)
- 1975 : Baretta
- 1979 : Exécutions sommaires (Stone)
- 1984 : Rick Hunter
- 1984 : Riptide
- 1988 : Sonny Spoon
- 1991 : Palace Guard'

### En tant que producteur

#### Séries télévisées

##### Années 1970
- 1973-1974 : Toma (23 épisodes)
- 1973-1974 : Chase (23 épisodes)
- 1974-1980 : 200 dollars plus les frais (122 épisodes)
- 1975-1978 : Baretta (82 épisodes)
- 1976-1978 : Les Têtes brûlées (36 épisodes)
- 1976 : Los Angeles, années 30 (13 épisodes)
- 1978 : Richie Brockelman (6 épisodes)
- 1979-1980 : Stone (10 épisodes)
- 1979 : The Duke (6 épisodes)

##### Années 1980
- 1980-1981 : Timide et sans complexe (14 épisodes)
- 1981-1983 : Ralph Super-héros (44 épisodes)
- 1982 : The Quest (9 épisodes)
- 1983-1984 : The Rousters (13 épisodes)
- 1983-1986 : Le Juge et le pilote (67 épisodes)
- 1983-1987 : L'Agence tous risques (98 épisodes)
- 1984-1986 : Riptide (56 épisodes)
- 1984-1991 : Rick Hunter (154 épisodes)
- 1986-1987 : Stingray (25 épisodes)
- 1986 : The Last Precinct (8 épisodes)
- 1987-1991 : 21 Jump Street (103 épisodes)
- 1987-1990 : Un flic dans la mafia (74 épisodes)
- 1987-1988 : J.J. Starbuck (16 épisodes)
- 1988 : Sonny Spoon (15 épisodes)
- 1989 : Tom Bell (13 épisodes)
- 1989 : Unsub (8 épisodes)
- 1989-1990 : Booker (22 épisodes)

##### Années 1990
- 1990-1991 : Broken Badges (7 épisodes)
- 1991-1993 : Street Justice (44 épisodes)
- 1991 : Les 100 Vies de Black Jack Savage (7 épisodes)
- 1991-1996 : L'As de la crime (96 épisodes)
- 1991 : Palace Guard (9 épisodes)
- 1991-1999 : Les Dessous de Palm Beach (176 épisodes)
- 1992-1993 : Les Trois As (13 épisodes)
- 1992-1997 : Le Rebelle (110 épisodes)
- 1993-1994 : Cobra (22 épisodes)
- 1993-1994 : Missing Persons (18 épisodes)
- 1994 : Traps (6 épisodes)
- 1994-1995 : La Légende d'Hawkeye (22 épisodes)
- 1996-1997 : Two (22 épisodes)
- 1995 : Marker (13 épisodes)
- 1996 : Profit (8 épisodes)

##### Années 2000
- 2003 : Rick Hunter (5 épisodes)

#### Téléfilms
- 1976 : Scott Free
- 1976 : Richie Brockelman (Richie Brockelman : The Missing 24 Hours)
- 1978 : Dr. Scorpion
- 1979 : The Night Rider
- 1980 : Patrouille de nuit à Los Angeles (Nightside)
- 1981 : Midnight Offerings
- 1988 : Scandals
- 1991 : The Belles of Bleeker Street
- 1995 : Jake Lassiter (Jake Lassiter : Justice on the Bayou)
- 1995 : Le Retour de Rick Hunter (The Return of Hunter)
- 1995 : A Child Is Missing
- 1996 : L'As de la crime (The Commish : Redemption)
- 1996 : Un flic dans la mafia (Wiseguy)
- 1996 : Venus d'ailleurs
- 2002 : Un nouveau départ (Hunter : Return to Justice)
- 2003 : Retour en force (Hunter: Back in Force)
- 2006 : The Tooth Fairy

### Longs métrages
- 1978 : The Gypsy Warriors de Lou Antonio
- 2002 : Bad Boy
- 2002 : Dead Above Ground de Chuck Bowman
- 2005 : Demon Hunter de Scott Ziehl
- 2005 : Terreur en milieu hostile de Steven R. Monroe
- 2006 : Le Jardin du mal (The Garden) de Don Michael Paul
- 2010 : L'Agence tous risques de Joe Carnahan
- 2012 : 21 Jump Street de Phil Lord et Chris Miller (avec Neal H. Moritz)

### En tant qu'acteur

#### Longs métrages
- 1989 : Identity Crisis (en) de Melvin Van Peebles : The Coroner
- 1993 : La Revanche de Jesse Lee (Posse) de Mario Van Peebles : Jimmy Love
- 1999 : The Contract de Steven R. Monroe : William Goodwin
- 2002 : Dead Above Ground : Carl Hadden
- 2002 : Mission Alcatraz (Half Past Dead) de Don Michael Paul : Frank Hubbard

#### Séries télévisées
- 1980 : Stone
- 1986 : Charley Hannah : Roscoe Tanner
- 1991 : Santa Barbara : Boris
- 1992 : L'Heure du crime : Host
- 1992 : Le Rebelle (Renegade) : Donald "Dutch" Dixon
- 1995 : U.S. Customs Classified : Host
- 1998 : CHiPs '99 : Bendix
- 1999 : Pacific Blue - Saison 5, épisode 1 :  Juge J. Gunnar Halloran
- 2003 : Ultimate Limit (Threshold) : Pacheco Laval
- 2007 :  Ice Spiders  : Frank Stone
- 2008 : American Wives - Saison 2, épisode 6: Jack Faraday
- 2009-2010 : Castle - Saison 1, épisode 1 / Saison 2, épisodes 1 et 24 : lui-même

### En tant que réalisateur
Séries télévisées
- 1973 : Chase (épisodes inconnus)
- 1977-1979 : 200 dollars plus les frais (The Rockford Files) (3 épisodes)
- 1980 : Stone (saison 1, épisode 3)
- 1980 : Timide et sans complexe (Tenspeed and Brown Shoe) (saison 1, épisode 11)

### Série Shane Scully
1. The Tin Collectors (2001)
2. The Viking Funeral (2002)
3. Hollywood Tough (2003)
4. Vertical Coffin (2004)
5. Cold Hit (2005)
6. White Sister (2006)
7. Three Shirt Deal (2007)
8. On the Grind (2009)
9. The Pallbearers (2010)
10. The Prostitute's Ball (2010)

### Autres romans
- The Plan (1996)
- Final Victim (1997)
- King Con (1998)
- Riding the Snake (1999)
- The Devil's Workshop (2000)
- Runaway Heart (2003)
- At First Sight (2008)

## Distinctions

### Récompenses
- 1981 : Writers Guild of America Award du meilleur script d'un épisode de série dramatique pour l'épisode pilote de Timide et sans complexe[6]
- 1989 : Prix pour l'ensemble de sa carrière remis par la Casting Society of America
- 2005 : Saturn Award pour l'ensemble de sa carrière
- 2006 : Laurel Award pour l'ensemble de sa carrière d'auteur de télévision remis par la Writers Guild of America

### Nominations
- 1974 : Meilleur épisode aux Edgar Allan Poe Awards pour l'épisode "The Cain Connection" de Toma
- 1978 : Emmy de la meilleure série dramatique pour 200 dollars plus les frais
- 1979 : Emmy de la meilleure série dramatique pour 200 dollars plus les frais
- 1980 : Emmy de la meilleure série dramatique pour 200 dollars plus les frais
- 1980 : Emmy du meilleur scénario pour une série dramatique pour l'épisode pilote de Timide et sans complexe
- 1980 : Meilleur épisode aux Edgar Allan Poe Awards pour l'épisode pilote de Stone
- 1981 : Meilleur épisode aux Edgar Allan Poe Awards pour l'épisode pilote de Timide et sans complexe
- 1981 : Emmy du meilleur scénario pour une série comique pour l'épisode pilote de Ralph Super-héros
- 1982 : Writers Guild of America Award du meilleur épisode de série comique pour l'épisode pilote de Ralph Super-héros
- 1989 : Emmy de la meilleure série dramatique pour Un flic dans la mafia

### Documentation
- Vidéo de son célèbre logo